# Séisme de 2019 à Hualien
 (juillet 2021).
Séisme de 2019 à Hualien (chinois : 418花蓮地震) est un tremblement de terre qui s'est produit dans le comté de Hualien, à Taïwan, le 18 avril 2019. La magnitude était de 6,1. Le séisme a tué une personne et en a blessé 17 autres.